# Баші (Самтредський муніципалітет)
Баші (груз. ბაში) — село в Грузії.
За даними перепису населення 2014 року в селі проживає 1250 осіб.